# آندری بوریسنکو
آندری بوریسنکو (به انگلیسی: Andrei Borisenko) فضانورد اهل کشور روسیه است که در ۱۷ آوریل ۱۹۶۴ میلادی در سن پترزبورگ زاده شد. وی در مأموریت سایوز تی‌ام‌ای-۲۱، اکسپدییشن ۲۷، اکسپدییشن ۲۸ حضور داشته است.